# Nour El-Houda Ettaieb
Nour El-Houda Ettaieb, född 15 oktober 1996, är en tunisisk roddare.
Ettaiebs tvillingbror, Mohamed Taieb, är också en olympisk roddare.
Ettaieb tävlade för Tunisien vid olympiska sommarspelen 2016 i Rio de Janeiro, där hon tillsammans med Khadija Krimi slutade på 20:e plats i lättvikts-dubbelsculler. Vid olympiska sommarspelen 2020 i Tokyo slutade Ettaieb och Krimi på fjärde plats i C-finalen i lättvikts-dubbelsculler, vilket var totalt 16:e plats i tävlingen.